# Prospero hierapytnense
Prospero hierapytnense är en sparrisväxtart som beskrevs av Franz Speta. Prospero hierapytnense ingår i släktet Prospero och familjen sparrisväxter. Inga underarter finns listade i Catalogue of Life.